# ホルヘ・センプルン
ホルヘ・センプルン・マウラ（Jorge Semprún Maura、1923年12月10日 - 2011年6月7日）は、スペインの作家、脚本家、政治家。

## 人物
スペイン内戦で第二共和政が崩壊するとフランスに亡命し、第二次大戦中にレジスタンスに参加してゲシュタポに捕えられ、ブーヘンヴァルト強制収容所に送られた経験を持つ。主にフランス語で執筆し、『ラモン・メルカデルの第二の死』、『フェデリーコ・サンチェス回想録』、『書くこと ― 生きること』(邦題『ブーヘンヴァルトの日曜日』) などの自伝的作品でフェミナ賞、プラネータ賞、ドイツ書籍協会平和賞など多くの賞を受賞した。1988年から1991年にかけてはゴンサレス政権で文化相を務めた。

## 背景 (スペイン共和派 - フランス亡命)
ホルヘ・センプルンは1923年12月10日、マドリードに生まれた。母方の祖父アントニオ・マウラは1903年から1922年まで5度にわたってスペイン首相を務めた。母方の叔父ミゲル・マウラはニセト・アルカラ＝サモラらとともに共和派を率い、1930年に共和政樹立に向けてサン・セバスティアン協定を締結。第二共和政が成立すると内相に就任した。父ホセ・マリア・センプルン (1893-1966) も共和派で、トレド県知事を務めた後、スペイン第二共和政の外交官としてハーグ（オランダ）に赴任し、さらに1937年から39年までイタリアに滞在した。
1939年、フランコ率いる反乱軍がスペイン全土を制圧し、第二共和政が崩壊すると、センプルン一家はフランスに亡命。ヴァル＝ドワーズ県のサン＝プリに居を定めた。当時16歳のセンプルンはアンリ4世高等学校に通い、さらにソルボンヌ大学で哲学を修めた。

## レジスタンス - 義勇遊撃隊
第二次大戦下の1939年8月に締結された独ソ不可侵条約は、1941年6月にドイツ軍がソ連領内に侵攻を開始したことで事実上破棄された。これを機に、フランス共産党はヴィシー政府の対独協力政策に対して公然と反対を表明し、モスクワからの指令に従って1942年4月に武装ゲリラ組織「義勇遊撃隊(FTP)」を結成。ソルボンヌ在学中にスペイン共産党に入党したセンプルンは、義勇遊撃隊員としてレジスタンスに参加した。

## ブーヘンヴァルト強制収容所
1943年、ジョワニー（ブルゴーニュ）で英国の特殊作戦執行部 (SOE) のモーリス・バックマスター大佐率いるフランス班で働いていたマキに調達する武器をパラシュート隊から受け取っていたところをゲシュタポに捕えられ、オセールの刑務所に一時留め置かれた後、ブーヘンヴァルト強制収容所に送られた。彼はスペイン人収容者の労働管理の仕事を任せられた。強制収容所の多くは連合国軍により解放されたが、ブーヘンヴァルト強制収容所では様々な国籍の収容者から成る国際秘密委員会を中心とした蜂起により解放されており、センプルンもこの活動に参加した。作戦は4月8日に開始された。カポの協力を得て高圧電線が張り巡らされた鉄条網の電源を切り、監視塔を襲撃して武器を奪って脱出。収容所に接近してきた米軍に近づくための中継点を設置し、ついに4月11日、パットン部隊に強制収容所の存在を知らせることができ、同日、解放された。

## 戦後
1945年4月末にパリに戻ったセンプルンは、「生き延びるために故意に忘れること」にし、実際、最初の自伝的小説『大いなる旅』を発表したのは1963年のことである。戦後数年間、ユネスコで翻訳の仕事をした後、スペインに戻り、フェデリーコ・サンチェスの偽名でスペイン共産党秘密工作員となり、フランコ政権への抵抗を続けたが、1964年に党の方針から逸脱するとして、サンティアゴ・カリーリョ書記長に除名された。
こうしてセンプルンは再び亡命を余儀なくされた。フランス亡命後は、政治活動から身を引き、文学に転じ、しかもフランス語で著作活動に専念することにした。
ただし、1988年から1991年には社会労働党 (PSOE) のフェリペ・ゴンサレス政権で文化相を務めたが、党内の対立により辞任した。この間の経緯は1993年出版の『フェデリーコ・サンチェスより敬意を表して』に詳しい。

## 著作活動
センプルンの作品のうち、『大いなる旅』、『失神』、『なんと美しい日曜日』、『必然的な死』、『ブーヘンヴァルトの日曜日』、『20年と1日』は、ブーヘンヴァルト強制収容所での体験を中心とした自伝的な小説であり、『フェデリーコ・サンチェス回想録』、『ラモン・メルカデルの第二の死』、およびセンプルンが脚本を手がけたアラン・レネ監督の『戦争は終った』はフランコ体制下のスペインにおける共産党秘密工作員としての活動を描いている。また、政治評論として欧州問題を中心に『欧州人』、『左派はどこへ行ったのか』、『雲間の墓標』などを著している。没後出版の『人間という仕事 ― フッサール、ブロック、オーウェルの抵抗のモラル』は、2002年にフランス国立図書館で行われた3回の講演の記録であり、哲学者フッサール、歴史学者マルク・ブロック、作家ジョージ・オーウェルの分析を通して、人間は危機にあたっていかに生きるべきかを語っている。
センプルンはこうした作品により、スペインのフォルメントール賞、プラネータ賞、芸術功労勲章、フランスのレジスタンス文学賞、フェミナ賞、ドイツ書籍協会平和賞、イタリア国際ノニーノ賞、米国のエドガー・アラン・ポー賞映画部門など世界各国の賞を数多く受賞し、レンヌ第二大学、パリ東大学マルヌ・ラ・ヴァレ校などから名誉博士号を受けている。

## 死去
2011年6月7日、パリにて死去、享年87歳。葬儀は密葬で宗教的儀式は行わず、故人の遺志により「遺体はスペイン共和国の国旗で覆い」、セーヌ＝エ＝マルヌ県ガラントルヴィルの墓地の妻コレット（2007年死去）の傍らに埋葬された。

## 著書
- 1963年 - Le Grand Voyage (大いなる旅) --- フォルメントール賞（フランス語版）(スペイン), レジスタンス文学賞 (フランス)（Prix littéraire de la Résistance）
- 1965年 - Que peut la littérature ? - Interventions de Simone de Beauvoir, Yves Berger, Jean-Pierre Faye, Jean Ricardou, Jean-Paul Sartre, Jorge Semprun, Union générale d'éditions
  - 『文学は何ができるか』平井啓之訳、弘文堂、1966年 - クラルテ（フランス語版）紙主催による、シモーヌ・ド・ボーヴォワール、イヴ・ベルジェ（フランス語版）、ジャン＝ピエール・ファイユ、ジャン・リカルドゥー、ジャン＝ポール・サルトル、ホルヘ・センプルンの6人の討論の記録の翻訳、イヴ・ビュアン（フランス語版）による緒言
- 1967年 - L'Évanouissement (失神)
- 1969年 - La Deuxième Mort de Ramón Mercader --- フェミナ賞 (フランス)
  - 『ラモン・メルカデルの第二の死』榊原晃三訳, 新潮社, 1971
- 1976年 - Autobiografía de Federico Sánchez --- プラネータ賞 (スペイン)
  - 『フェデリーコ・サンチェス回想録 ― スペイン共産党私史』緑川かおる訳, 柘植書房新社, 1979
- 1980年 - Quel beau dimanche
  - 『なんと美しい日曜日! ― ブーヘンワルト強制収容所・1944年冬』榊原晃三訳, 岩波書店, 1986
- 1981年 - L'Algarabie (ちんぷんかんぷん)
- 1983年 - Montand la vie continue (モンタン ― 人生は続く) --- イヴ・モンタン伝
- 1986年 - La Montagne blanche (白い山)
- 1987年 - Netchaïev est de retour (帰ってきたネチャーエフ)
- 1993年 - Federico Sánchez vous salue bien (フェデリーコ・サンチェスより敬意を表して)
- 1994年 - L'Écriture ou la Vie --- フェミナ・ヴァカレスコ賞（フランス語版）(フランス)
  - 『ブーヘンヴァルトの日曜日』宇京頼三訳, 紀伊國屋書店, 1995
- 1995年 - Mal et Modernité (悪と近代性)

- 1995年 - Se taire est impossible (沈黙は不可能だ) --- エリ・ヴィーゼルとの共著
- 1998年 - Adieu, vive clarté (さようなら、激しい光よ)

ボードレールの「秋の歌」の冒頭 ―― やがてぼくたちは冷たい暗闇のなかに沈むだろう / さようなら、短すぎた夏の激しい光よ！（『ボードレール詩集』佐藤朔訳, 白凰社, 1969）
- 1998年 - Le Retour de Carola Neher (カローラ・ネーヘルの復帰) --- 戯曲
- 2001年 - Le Mort qu'il faut (必然的な死) --- シャルメット/ジャン＝ジャック・ルソー賞（フランス・スイス）
- 2002年 - Les Sandales (サンダル)
- 2003年 - Veinte años y un día (20年と1日)
- 2005年 - L'Homme européen (欧州人) --- ドミニク・ド・ビルパンとの共著
- 2008年 - Où va la gauche ? (左派はどこへ行ったのか), Flammarion
- 2010年 - Une tombe au creux des nuages. Essais sur l'Europe d'hier et d'aujourd'hui (雲間の墓標 ― 過去・現在の欧州に関する評論), Climats, Flammarion
- 2012年 - Exercices de survie (生き延びる練習), Gallimard
- 2013年 - Le langage est ma patrie (言語は私の祖国), Buchet/Chastel
- 2013年 - Le métier d'homme : Husserl, Bloch, Orwell : morales de résistance, Climats, Flammarion
  - 『人間という仕事 ― フッサール、ブロック、オーウェルの抵抗のモラル』小林康夫, 大池惣太郎訳, 未来社, 2015

## 映画 - 脚本
- 1966年 - Objectif 500 millions (目標は5億フラン) - ピエール・シェンデルフェール監督
- 1966年 - La Guerre est finie 『戦争は終った』- アラン・レネ監督
- 1969年 - Z 『Z』- コスタ＝ガヴラス監督 --- エドガー・アラン・ポー賞映画部門
- 1970年 - L'Aveu 『告白』- コスタ＝ガヴラス監督
- 1972年 - L'Attentat 『影の暗殺者/フランスの陰謀』- イヴ・ボワッセ（フランス語版）監督
- 1974年 - Les Deux mémoires (2つの記憶) - センプルン制作・脚本
- 1974年 - Stavisky 『薔薇のスタビスキー』- アラン・レネ監督
- 1975年 - Section spéciale (特殊部門) - コスタ＝ガヴラス監督
- 1976年 - Une femme à sa fenêtre 『限りなく愛に燃えて』- ピエール・グラニエ＝ドフェール（フランス語版）監督
- 1978年 - Les Routes du sud (南への道) - ジョゼフ・ロージー監督
- 1986年 - Les Trottoirs de Saturne (土星の歩道) - ウーゴ・サンチャゴ（スペイン語版）監督
- 1991年 - Netchaïev est de retour (帰ってきたネチャーエフ) - ジャック・ドレー（フランス語版）監督なし - センプルン原作
- 1995年 - L'Affaire Dreyfus (ドレフュス事件) - イヴ・ボワッセ監督（TV映画）
- 1997年 - K (K) - アレクサンドル・アルカディ（フランス語版）
- 2010年 - Ah, c'était ça la vie ! (あれこそ人生だった) - フランク・アプレデリス（フランス語版）監督
- 2011年 - Le Temps du silence (沈黙の時) - フランク・アプレデリス監督 - センプルンの『ブーヘンヴァルトの日曜日』に基づくTV映画。

## 受賞歴
- 1994年 - ドイツ書籍協会平和賞
- 1969年 - フェミナ賞
- 1977年 - プラネータ賞
- 1997年 - エルサレム賞
- 2006年 - オーストリア国家賞ヨーロッパ文学部門